# キビビット
キビビット (kibibit)（kilo binary digit の省略）は情報の大きさや記憶装置の容量を表す単位である。KibitやKibと略記される。（kbitと違い大文字で表記されることに注意）
1 kibibite = 210 bits = 1,024 bits
1 kibibit = 27 bytes = 128 bytes
キビビットは、文脈によっては同義語として扱われるキロビットと密接に関連し、103 を示す場合がある。
アメリカ国立標準技術研究所は、「この2進数の倍数のための新しい接頭語が、国際単位系に含まれないことを認識することが重要であり、これは新しい単位系である」 と述べている。しかし、一般的にソフトウェア技術者や電気技術者の間では、2進数の量を示すときには10進数の接頭語を使用し、この単位系は使用されない。